# Rorippa eggersii
Rorippa eggersii là một loài thực vật có hoa trong họ Cải. Loài này được (O.E. Schulz) J.F. Macbr. miêu tả khoa học đầu tiên năm 1938.